# チューブラー・ベルズ2003
『チューブラー・ベルズ2003』（Tubular Bells 2003）は、マイク・オールドフィールドが2003年に発表したスタジオ・アルバム。デビュー作『チューブラー・ベルズ』（1973年）の全編を再録音した内容である。

## 背景
オールドフィールド自身は、『チューブラー・ベルズ』のオリジナル版における演奏に対し不満を抱いていたが、かつて所属していたヴァージン・レコードとの契約書には、オリジナル版の発表から25年間は再録音できないという条項があった。そして、その契約が既に満了していた2002年より、オールドフィールドは本作のレコーディングを開始して、最終的にはオリジナル版の30周年を記念する作品としてリリースした。なお、オリジナル版でMCを担当したヴィヴィアン・スタンシャルは1995年に死去しており、元々モンティ・パイソンのファンであったオールドフィールドは、ジョン・クリーズを代役に起用した。
イギリス及びヨーロッパでは、マルチ・チャンネルのボーナスDVDが付属したヴァージョンもリリースされた。
日本では、2003年当時は通常のCDで発売されず、5.1チャンネル対応のDVD-Audio盤のみの発売となった。ただし、2015年にはワーナーミュージック・ジャパンの企画「Progressive Rock Collection 1300」の一環として、SHM-CDで発売された。

## 反響
オールドフィールドの母国イギリスでは、2003年6月7日付の全英アルバムチャートで51位を記録し、自身2年ぶりの全英トップ100アルバムとなるが、翌週にはトップ100圏外に消えた。一方、ドイツでは2003年6月9日付のアルバム・チャートで初登場29位となり、5週連続でトップ100入りした。

## 収録曲
特記なき楽曲はマイク・オールドフィールド作。
パート1
1. イントロダクション - "Introduction" - 5:52
2. ファスト・ギターズ - "Fast Guitars" - 1:03
3. ベーシズ - "Basses" - 0:46
4. ラテン - "Latin" - 2:18
5. ア・マイナー・チューン - "A Minor Tune" - 1:21
6. ブルース - "Blues" - 2:40
7. スラッシュ - "Thrash" - 0:44
8. ジャズ - "Jazz" - 0:48
9. ゴースト・ベルズ - "Ghost Bells" - 0:30
10. ルシアン - "Russian" - 0:44
11. フィナーレ - "Finale" - 8:32

パート2
1. ハーモニクス - "Harmonics" - 5:12
2. ピース - "Peace" - 3:30
3. バグパイプ・ギターズ - "Bagpipe Guitars" - 3:07
4. ケイヴマン - "Caveman" - 4:33
5. アンビエント・ギターズ - "Ambient Guitars" - 5:10
6. ザ・セイラーズ・ホーンパイプ - "The Sailor's Hornpipe" (Traditional) - 1:44

### ボーナスDVD
1. "Introduction"
2. "Fast Guitars"
3. "Basses"
4. "Introduction: 'The Video'"

## 参加ミュージシャン
- マイク・オールドフィールド - アコースティック・ギター、クラシック・ギター、フラメンコギター、マンドリン、エレクトリック・ギター、ウォル・ベース、ピアノ、ハモンドオルガン、ロウリー・オルガン、ファルフィッサ・オルガン、アコーディオン、シンセサイザー、リズムマシン、サンプラー、グロッケンシュピール、タンブリン、トライアングル、シンバル、ティンパニ、チューブラーベル
- ジョン・クリーズ - MC
- サリー・オールドフィールド - バックグラウンド・ボーカル